# Casa do Penedo

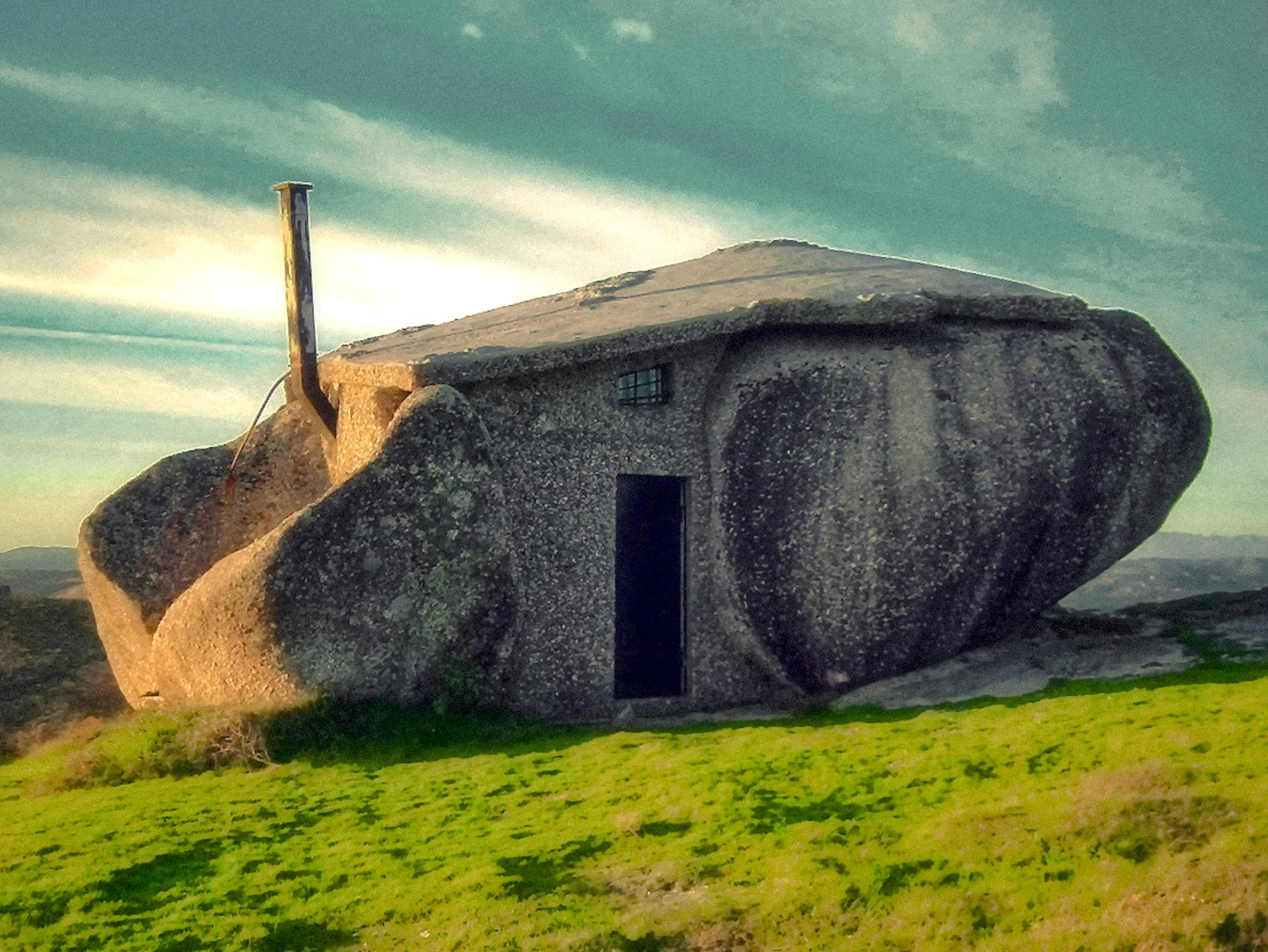
Casa do Penedo, Serra de Fafe

A Casa do Penedo situa-se entre Celorico de Basto e Fafe, mais propriamente na freguesia de Moreira do Rei, Município de Fafe, na Região Norte de Portugal, devendo o seu nome ao facto de ter sido construída entre quatro rochas de grandes dimensões que integram a própria estrutura da casa.
Mais concretamente, esta edificação localiza-se na Serra de Fafe, a 10 km a nordeste do centro da sede de concelho, em direção a Cabeceiras de Basto.
A sua construção foi iniciada em 1974 e durou cerca de dois anos, tratando-se de uma residência rural, utilizada pelos seus proprietários como destino de férias.

## Interesse turístico
A Casa do Penedo integra-se completamente na sua paisagem rural envolvente. A sua construção é inteiramente feita em rocha, à excepção das portas, janelas e telhado.
O interior apresenta também um estilo rústico, onde a mobília, as escadas e os corrimãos são feitos de troncos. O sofá, pensado ao estilo rústico, é feito em madeira de eucalipto e pesa 350 kg, fazendo desta casa um local a visitar e que tem despertado a curiosidade de muitos turistas ao longo do mundo, face a sua originalidade e beleza.
Não possui qualquer instalação eléctrica.